# 三回装チョゴリ
三回装チョゴリ（さんかいそうチョゴリ）は、韓服の一種で、襟、袖口（袖口に付け足す布を「クットン」と称する）、結び紐、脇に、他の色の布地で装飾をつけた、女性物のチョゴリのことである。回装チョゴリとも言う。半回装チョゴリは、結び紐、袖口だけ他の色で装飾して、襟は年齢、または嗜好によって、他の色で装飾する。三国時代の縇（玉縁）が変わった物である。
回装チョゴリは婦人物の韓服に装飾性や華やかさを加えることから、特に三回装チョゴリは両班以上の身分の者しか着用が許されず、庶民たちは着用を禁止されていた。